# Principles of Lust
Principles of Lust – singel i piosenka grupy Enigma z 1991 roku. Tekst utworu napisali Michael Cretu i Fabrice Cuitad (ukrywający się pod pseudonimem David Fairstein; obie części Sadeness napisali Cretu i Cuitad, a część Find Love  sam Cretu). Cały utwór skomponowali Michael Cretu i Frank Peterson, którzy jednocześnie byli producentami tego utworu. Piosenka ukazała się najpierw w 1990 roku na albumie MCMXC a.D., następnie jako singel w 1991 roku. W USA utwór ten na liście Billboardu Hot 100 zajął 5, a na US Billboard Hot Dance Music/Club Play pierwsze miejsce.
W rzeczywistości utwór jest podzielony na 3 części: "Sadeness (Part I)", "Find Love" i "Sadeness (Reprise)".
Singiel "Principles of Lust" właściwie wzięto z części b "Find Love", natomiast "Sadeness (Part I)" było oddzielnym singlem z płyty.
Różnicą pomiędzy wersją albumową, a singlową jest solowy podkład zagrany na fletni Pana. Fletnia Pana występuje w wersji singlowej (radiowej) i wersji singlowej z podtytułem "Everlasting Lust", natomiast w części "Find Love" wersji albumowej nie ma udziału fletni Pana.

## Wydania
Utwór został wydany w różnych formatach na singlach w Anglii, USA i Japonii. W 2001 utwór ukazał się na składance Love Sensuality Devotion: The Greatest Hits.

## Wydane formaty utworu

### Anglia
1. "Radio Edit" – 3:25
2. "Omen Mix" – 5:52
3. "Jazz Mix" – 3:06
4. "Sadeness (radio edit)" – 4:17

### USA
1. Radio Edit – 3:25
2. Everlasting Lust Mix – 5:07
3. Album Version – 4:20
4. Jazz Mix – 3:06

### Japonia
1. Radio Edit – 3:25
2. Everlasting Lust Mix – 5:07
3. The Omen Mix – 5:52
4. "Sadeness" (Meditation Mix) – 3:04

## Notowania
| Lista                              | Pozycja |
| ---------------------------------- | ------- |
| Francja                            | 29      |
| Wielka Brytania                    | 59      |
| Niemcy                             | 90      |
| US Billboard Hot 100 1             | 5       |
| US Billboard Hot Dance Club Play 1 | 1       |
| US Billboard Modern Rock Tracks 1  | 6       |

1 "Principles of Lust" ("Sadeness"/"Find Love"/"Sadeness")